# Rouffignac-de-Sigoulès
Rouffignac-de-Sigoulès is een gemeente in het Franse departement Dordogne (regio Nouvelle-Aquitaine) en telt 284 inwoners (1999). De plaats maakt deel uit van het arrondissement Bergerac.

## Geografie
De oppervlakte van Rouffignac-de-Sigoulès bedraagt 6,6 km², de bevolkingsdichtheid is 43,0 inwoners per km².
De onderstaande kaart toont de ligging van Rouffignac-de-Sigoulès met de belangrijkste infrastructuur en aangrenzende gemeenten.

## Demografie
Onderstaande figuur toont het verloop van het inwonertal (bron: INSEE-tellingen).